# Goring-on-Thames
Goring-on-Thames (en français : Goring-sur-Tamise), ou simplement Goring, est un village britannique au statut de paroisse civile, situé sur les bords nord de la Tamise dans l'Oxfordshire (Angleterre). Une gare dans le centre du village relie Oxford et Londres. 
Au recensement de 2011, sa population s'élève à 3 187 habitants. Depuis 1979, Goring-on-Thames est jumelé à Bellême, en France.

## Personnalités liées au village
Les cendres de Pete de Freitas sont inhumées à Goring-on-Thames en 1989. George Michael habite une maison dans ce village, où il meurt en 2016. 

## Source de la traduction
- (en) Cet article est partiellement ou en totalité issu de l’article de Wikipédia en anglais intitulé « Goring-on-Thames » (voir la liste des auteurs).